# Казе Сете Казони (Порденоне)
Казе Сете Казони је насеље у Италији у округу Порденоне, региону Фурланија-Јулијска крајина.
Према процени из 2011. у насељу је живело 54 становника. Насеље се налази на надморској висини од 11 м.